# Ed Lewis (Musiker)
Ed Lewis  (* 22. Januar 1909; † 18. September 1985) war ein US-amerikanischer Jazz-Trompeter.
Ed Lewis begann seine Musikerkarriere in Kansas City bei Jerry Westbrook als Bariton-Hornist, 1925 wechselte er zur Trompete. Er spielte dann bei Paul Banks und Laura Rucker, bevor er Mitglied des Orchesters von Bennie Moten wurde, dem er von 1926 bis 1932 angehörte. Dort war er bis zum Eintritt Hot Lips Pages in die Band erster Solist. In den 1930er Jahren arbeitete er bei Thamon Hayes (1932–34), Harlan Leonard (1934–37) und Jay McShann (1937). 1937 kam er zum  Count Basie Orchestra, wo er bis 1948 blieb, als Count Basie die Band vorübergehend auflösen musste. Er wirkte an vielen Aufnahmen der Basie Band mit, war dabei aber kein Solist. In den 1950er Jahren hatte Lewis eine eigene Formation, mit der er lokale Auftritte in New York City hatte und arbeitete  eine Weile als Taxifahrer. Kurz vor seinem Tod spielte er mit der Formation The Countsmen. 
Ed Lewis wirkte außerdem an Aufnahmen von Lester Young (1944), Blanche Calloway, King Pleasure und Annie Ross mit.